# Parribacus caledonicus
Parribacus caledonicus е вид десетоного от семейство Scyllaridae. Видът не е застрашен от изчезване.

## Разпространение и местообитание
Разпространен е в Австралия (Куинсланд), Вануату, Нова Каледония, Самоа, Тонга и Фиджи.
Среща се на дълбочина от 3 до 20 m, при температура на водата от 24,6 до 25,8 °C и соленост 35,3 – 35,6 ‰.